# Erich Weber (Schriftsteller)
Erich Weber (* 14. Mai 1899 in Halle an der Saale; † 23. Februar 1928 in Berlin) war ein deutscher Schriftsteller.

## Leben
Erich Weber wuchs in Halle auf, wo er die Volksschule besuchte. Ab 1916 diente er als Soldat im Ersten Weltkrieg, anschließend studierte er bis 1924 Medizin in seiner Geburtsstadt. Im selben Jahr siedelte Weber nach Berlin über, wo er mit dem Weltbühne-Kreis um Carl von Ossietzky und Kurt Tucholsky verkehrte und als Kabarettdichter hervortrat.
Weber starb an den Folgen einer Blinddarmoperation. Seine Einzelveröffentlichungen fielen der Bücherverbrennung zum Opfer und gelten als verschollen.

## Werke (Auswahl)
- Alles flüstert Heimat. Erzählungen. 1921
- Fränzchen fährt hinaus. Roman. 1922
- Großstadtgesänge. Dichtungen. 1926
- An heimischen Ufern. Roman. 1928 (postum)

Keines seiner Werke ist in Bibliotheken nachweisbar.